# اف‌اس‌اس
اف‌اس‌اس (انگلیسی: FSS) شرکت تجهیزات ورزشی کلمبیایی است، که در سال ۱۹۸۷ تأسیس شد.